# گلایول کامیونیس
گلایول کامیونیس(نام علمی: Gladiolus communis) نام یک گونه از سرده گلایول است.